# Alt-Derken
Die Ortslage Alt-Derken (früher nur Derken) im Wohnquartier Osterholz im Wuppertaler Stadtbezirk Vohwinkel geht auf eine alte Hofschaft zurück.

## Lage
Die Hofschaft befindet sich im äußersten Westen des Stadtteils an der Gemeindegrenze zu Haan, an einem nach Süden abfallenden Hang. Nach Norden schließt sich das Waldgebiet Osterholz an.
Benachbarte Ortslagen sind: Osterholz, Simonshöfchen, Ölbers, Zur Linden, Schrotzberg und wüst gefallen Steeg. Zur Nachbargemeinde Haan gehörend liegt benachbart: Birschels und mittlerweile wüst gefallen Mühlenfeld, Isenberg, Klevenhof und Vogelsang.

## Geschichte
Derken, eine kleine Hofschaft, gehörte bis zu Beginn des 19. Jahrhunderts zur Oberste Honschaft Haan im bergischen Amt Solingen.
In dem Kartenwerk Topographia Ducatus Montani des Erich Philipp Ploennies aus dem Jahre 1715 ist der Ort mit dem Namen ‚Derck‘ eingezeichnet. Auf einer Karte von 1824 ist die Ortslage als ‚i. d. Derken‘ beschriftet. Eine frühere Namensnennung als ‚aufm Derkum‘ wird auch erwähnt. Auf den Topographischen Karten (TK25) ab 1843 bis 1997 dann nur ‚Derken‘, auf den heutigen Karten ist die Ortslage als ‚Alt-Derken‘ beschriftet.
Die Hofanlage gehörte zum Kirchspiel Haan und kam 1894 nach Vohwinkel, das 1929 mit Elberfeld und Barmen zu Wuppertal vereinigt wurde.

## Die heutigen Straßen
Nach dieser Ortslage sind die Straße Alt-Derken und Derken benannt. Die Straße Alt-Derken ist die Verlängerung der Straße Schrotzberg und erschließt die Hofschaft, sie wurde am 8. Juli 1987 benannt. Vor der Benennung hieß diese bis 1935 Steeg und dann ab 1935 Derken. Die zweite heutige Straße mit der Namensvergabe Derken liegt weiter östlich und wurde am 15. Mai 1975 benannt.